# Club Atlético Nativos del Chaco
No sirve de nada revertir el vandalismo si no se soluciona lo que lo causa.
El Club Nativos del Chaco es una asociación civil o club deportivo paraguayo, con sede en la ciudad de Filadelfia (Paraguay). Promueve la práctica de un único deporte, el fútbol, siendo de mayor prioridad y éxitos. Fue fundado el 14 de mayo de 1975 por unos indígenas de la etnia Nivaclé y juega en la Liga Deportiva Defensores del Chaco.
El equipo de fútbol del club juega sus partidos de local en el Estadio Nativos del Chaco.

## Historia

### Fundación (1975)
En la Comunidad Indígena Barrio Obrero de la Ciudad de Filadelfia, Departamento de Boquerón, se funda en fecha 14 de mayo del año 1975 un club bajo la denominación de "NATIVOS DEL CHACO", integrados por jugadores en su gran mayoría por indígenas de la etnia Nivaclé.
Los principales socios fundadores del Club "NATIVOS DEL CHACO", fueron los Señores Enrique López (Presidente), Balbino Bogado (Vicepresidente), Antonio Rojas (Secretario), Pedro Ávalos (Delegado), Pablo García, Leopoldo Sánchez.

### Participaciones
En el año 1976 se afilió a la Liga Deportiva de Boquerón de Mariscal Estigarribia, en el mismo año resultó vicecampeón. En su segunda participación consiguió su primer campeonato coronándose como el mejor en el año 1977.
Nuevamente repitió en los años 1978 y 1979 (tres años consecutivos) como los mejores y así consiguiendo el tricampeonato en forma consecutiva.
Dentro de la misma liga en los años 1980 y 1981 se consagró vicecampeón.
De esta forma el club “Nativos del Chaco” no solamente consiguió tres campeonatos sino también tres vicecampeonatos.
Al año siguiente se desafilia de la Liga Deportiva de Boquerón.(Año 1982).
En ese mismo año se funda la Liga Defensores del Chaco de Filadelfia a la cual se afilia.
A partir de allí en esta misma liga se consagró como campeón en ocho oportunidades en los años 1987, 1988, 1990, 1992, 1997, 2002, 2008 y 2011. Y como vicecampeones en los años 1986, 1989, 1993, 1995, 1998, 2001, 2003, 2006 y 2009.
Culminando como Campeón con 11 (once) títulos y 12 (doce) subcampeonatos.

## Uniforme
- Uniforme titular: Camiseta roja con cuello blanco, líneas verticales blancas, pantalón rojo y medias blancas.
- Uniforme alternativo: Camiseta blanca con cuello rojo, franja roja horizontal y vertical, pantalón blanco y medias rojas.

## Palmarés

### Torneos nacionales
- Liga Deportiva Defensores del Chaco (11): 1987, 1988, 1990, 1992, 1997, 2002, 2008 y 2011.  2012 y 2013
  - Subcampeón (12): 1986, 1989, 1993, 1995, 1998, 2001, 2003, 2006 y 2009.2014 y 2015